# Hipolit Lemański
Hipolit Lemański (ur. 13 sierpnia 1755 w Buku koło Poznania, zm. 31 sierpnia 1796 w Warszawie) – adwokat trybunału warszawskiego, instigator (oskarżyciel publiczny) Konsystorza Generalnego, pierwszy archiwista generalny Archiwum miasta Warszawy.

## Życiorys
Był synem bukowskiego burmistrza Kazimierza Lemańskiego i jego pierwszej żony Reginy z Pachowiczów. Do 22. roku życia mieszkał w Buku. Ukończył kolegium jezuitów w Poznaniu (późniejszą Szkołę Wydziałową), w którym wykładowcą był jego stryj Jan Lemański. Następnie przeniósł się do Warszawy. Został wymieniony jako opiekun prawny (adwokat), w reskrypcie króla Stanisława Augusta z 24 sierpnia 1784 roku. W 1788 roku był adwokatem trybunału oraz instigatorem warszawskiego sądu konsystorskiego. 12 maja 1792 roku, w drodze konkursu „[...] większością sekretnych głosów”, został wybrany na stanowisko archiwisty generalnego w utworzonym miesiąc wcześniej Archiwum Generalnym miasta Warszawy. Archiwista miał otrzymywać wysoką jak na owe czasy pensję 4000 zł rocznie. Zwycięstwo konfederacji targowickiej przyniosło powrót do dawnego ustroju miasta. Do dnia 9 marca 1793 roku wszystkie akta zwrócono magistratom Starej i Nowej Warszawy oraz poszczególnym miasteczkom i jurydykom. Hipolit Lemański przestał pełnić swój urząd. W połowie 1794 roku, po wygranej insurekcji warszawskiej, Hipolit Lemański został regentem dozoru ekspedycji rezolucji Rady Najwyższej Narodowej.

## Życie prywatne
Ożenił się z panną Marianną Kozłowską, córką Jakuba i Wiktorii. Ślubowali 4 lutego 1790 roku w parafii jazdowskiej na warszawskim Solcu. Tamtejszym proboszczem od 1753 roku był wuj Hipolita ks. kan. Bogusław Pachowicz (również z Buku). Lemańscy mieli troje dzieci: Hipolita Wawrzyńca, Józefa Kalasantego Jakuba (dwojga imion) i córkę Juliannę Brygidę Mariannę (1796–1829). Ta wyszła za archiwistę Komisji Rządowej Skarbu Kazimierza Gnaczyńskiego. Małżonkowie Gnaczyńscy spoczęli we wspólnym grobie na Starych Powązkach. Hipolit Wawrzyniec (1791–1852) został urzędnikiem w Dyrekcji Generalnej Poczty w Warszawie, natomiast jego brat Józef Kalasanty Jakub (1793–1860) – oficer wojsk napoleońskich – był dzierżawcą folwarku w Inowłodzu, a od 1840 właścicielem dóbr i zamku w Gardzienicach. Był „zacnym i prawym człowiekiem, mającym wielkie poważanie wśród okolicznych włościan". Obaj w 1837 roku zostali wylegitymowani ze szlachectwa i zapisani pod herbem Bukowczyk.
Hipolit Lemański zmarł 31 sierpnia 1796 roku na Służewie. Jego ciało przewieziono do Warszawy i pochowano w krypcie kościoła jazdowskiego na Solcu. W księgach tejże parafii dokonano zapisu zgonu. Wdowa Marianna Lemańska z Kozłowskich wyszła za radcę powiatu warszawskiego i dziedzicznego posesora Służewa Stanisława Suffczyńskiego. Zmarła 24 lipca 1827 w majątku Kobylin koło Grójca. Miała 52 lata.